# Gromin Dolac
Gromin Dolac – wieś w Chorwacji, w żupanii splicko-dalmatyńskiej, w gminie Jelsa. W 2011 roku liczyła 3 mieszkańców.